# Себек
Себе́к, Собек (егип. sbk «оплодотворять» (от егип. s-bAk) или «объединять» (от егип. sAq); др.-греч. Σοῦχος Сухос, лат. Suchus «крокодил») — древнеегипетский бог воды и разлива Нила, ассоциирующийся с крокодилом; считается, что он отпугивает силы тьмы и является защитником богов и людей.

## Мифология
Согласно «Текстам пирамид», Себек — сын Нейт, супруг Рененутет.
Себек был надёжным защитником богов, который свирепостью отпугивает силы зла и тьмы. Однако нередко он выступает против Ра и Осириса.
С развитием религиозного синкретизма Себек отождествлялся с Ра, Хнумом, Амоном, Хонсу, Мином. В Поздний период появилась сопутствующая Себеку богиня — «великая владычица Себектет».

## Изображение
Себек изображался по-разному: либо антропоморфным, либо в виде крокодила, либо в виде животного с человечьей головой.

## Культ
Себек почитался главным образом в Файюмском оазисе с центром в Крокодилополе (Меридово озеро). Здесь он считался демиургом, отчего на него были перенесены некоторые эпитеты и черты Ра. У Себека было несколько ипостасей, которым поклонялись в разных местах оазиса. Кроме Файюма культ Себека имел место ещё в 15 местах, включая Асуан, Эсну, Фивы, Коптос и др. Его называли «владыка Шмуна» (Гебелейн), «владыка Омбоса» (Ком-Омбо), «владыка Ра-Сехна» (Илахун), «владыка Гелиополя».
Расцвет культа Себека относится к периоду правления XII династии (XIX—XVIII века до н. э.), столица которой находилась вблизи Файюма. Правители XII и XIII династии использовали теофорные имена, прибавляли к своему имени «любимый Себеком», подчёркивая тем покровительство бога-крокодила.